# Riu Bermejo
El riu Bermejo (castellà: Río Bermejo) és un llarg riu de la Conca de la Plata, un important afluent del riu Paraguai, el qual discorre per Bolívia (conca d'11.896 km²) i l'Argentina (111.266 km²), tot i que la major part del seu curs corre per aquest últim país.

## Imatges

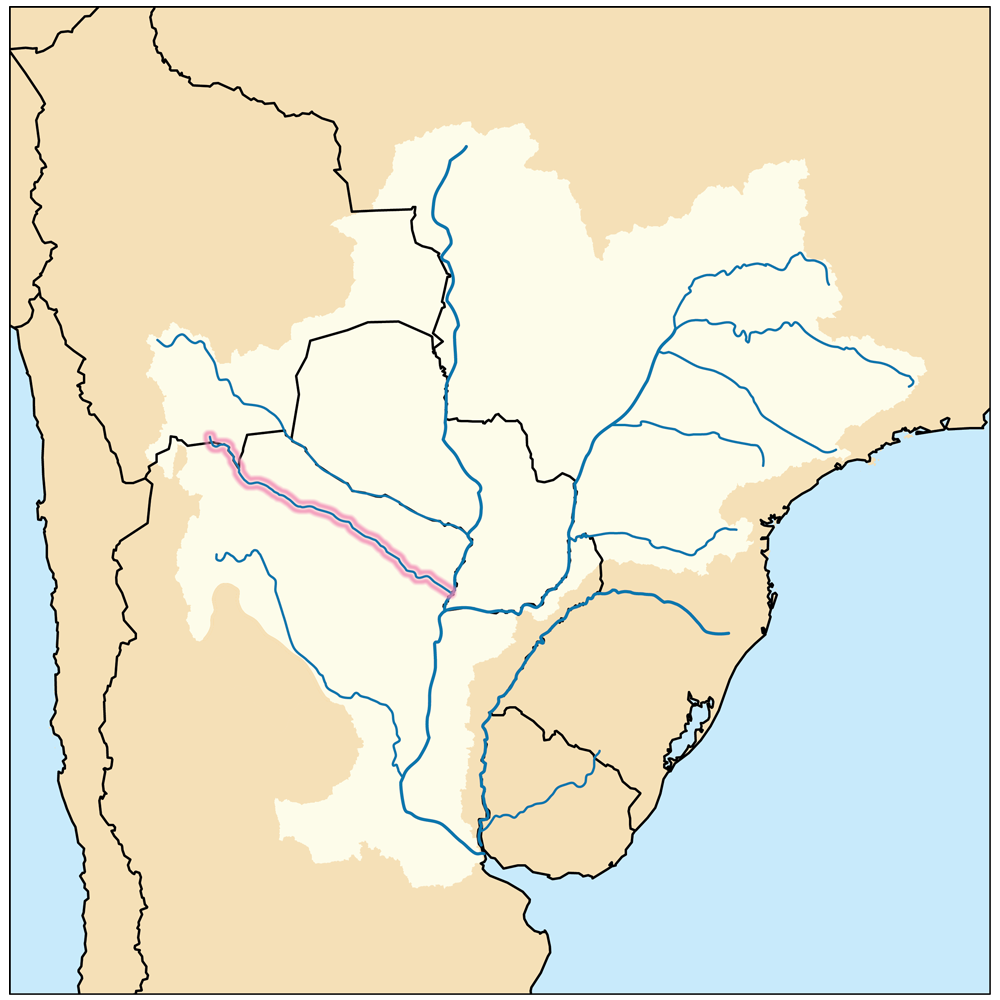
Mapa amb el recorregut del riu Bermejo.
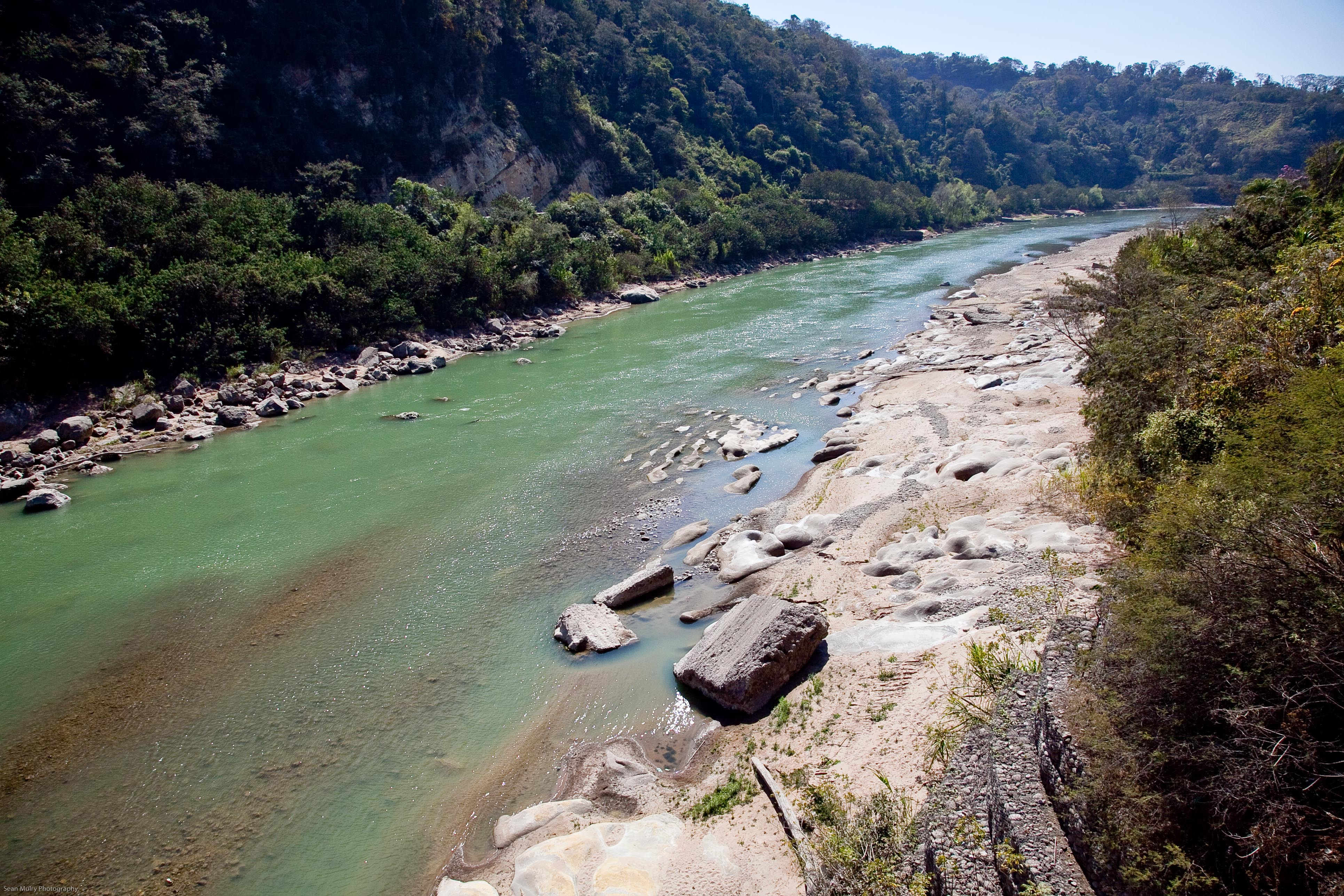
Frontera entre l'Argentina i Bolívia.